# Anteros aurigans
Anteros aurigans is een vlindersoort uit de familie van de prachtvlinders (Riodinidae), onderfamilie Riodininae.
Anteros aurigans werd in 1989 beschreven door Gallard & Brévignon.